# Svo á jörðu sem á himni
Svo á jörðu sem á himni é um filme de drama histórico sueco-franco-islandês de 1992 dirigido e escrito por Kristín Jóhannesdóttir. 
Foi selecionado como representante da Islândia à edição do Oscar 1993, organizada pela Academia de Artes e Ciências Cinematográficas.

## Elenco
- Tinna Gunnlaugsdóttir - mãe
- Pierre Vaneck - Dr. Charcot
- Christian Charmetant - Burte
- Valdimar Örn Flygenring - Kristjan
- Sigríður Hagalín - avó
- Páll Óskar Hjálmtýsson